# عطر تابستان
عطر تابستان (کره‌ای: 여름향기; لاتین‌نویسی اصلاح‌شده: Yeoreumhyanggi) یک مجموعهٔ تلویزیونی کره جنوبی سال ۲۰۰۳ به کارگردانی یون سوک هو و با بازی سونگ سیونگ هون، هان جی هی، ریو جین و سون یه-جین است. این مجموعه از ۷ ژوئیه تا ۹ سپتامبر ۲۰۰۳، روزهای دوشنبه و سه‌شنبه ساعت ۲۱:۵۵ (کی‌اس‌تی) از کی‌بی‌اس۲ برای ۲۰ قسمت پخش شد. این مجموعه دارای میانگین آمار بینندگان ۱۰٫۷٪ است و بیشترین آمار بینندگان در طول این مجموعه ۱۱٫۶٪ بوده‌است.

## بازیگران
- سونگ سیونگ هون در نقش یو مین وو
- سون یه-جین در نقش شیم هه وون
- ریو جین در نقش پارک جونگ جه
- هان جی هی در نقش پارک جونگ آه